# Pernikářka (Smíchov)
Usedlost Pernikářka v Praze 5 se nachází západně od Horní Palaty na jižním svahu pod Strahovem. Vinice zde byla založena již v 15. století.

## Historie
Původně vznikla na vinici a vystřídalo se v ní několik majitelů, podle nichž se objektu říkalo: Zajímačka, Střelcovské hory, Dejmovka, Kocourka, Vodičkovská. V roce 1488 ji koupil Jiří Ježíšek Pernikář z dynastie pernikářů, jež tady sídlila sto let. Pernikář byl perkmistr hor pražských. Do začátku 19. století to bylo stavení malé, poté bylo rozšířeno. Objekt, jehož obvodová stěna je v půdorysu zvlněna, kryje mansardová střecha. V interiérech jsou segmentové klenby a placky. Usedlost se nalézá na Smíchově Pod hájem 1.
Pozemky byly rozparcelovány a zastavěny již na konci 19. století. Ve 2. polovině 20. století byly hospodářské budovy přestavěny na byty. V 80. letech 20. století patřil objekt Střednímu odbornému učilišti Dopravní podniky, které zde provedlo několik stavebních úprav.